# Bandeira de Itueta
A Bandeira de Itueta é um dos símbolos oficiais do município brasileiro supracitado, localizado no interior do estado de Minas Gerais. Constitui-se do brasão municipal posicionado à direita de um retângulo com três faixas horizontais; duas azuis e uma branca ao meio.